# Лентувка
Лентувка (пол. Łętówka (dopływ Mszanki)) —  гірська річка в Польщі, у Лімановському повіті Малопольського воєводства. Права притока Мшанки, (басейн Балтійського моря).

## Опис
Довжина річки 5,09 км, площа басейну водозбору 8,86  км². Формується безіменними струмками та частково каналізована.

## Розташування
Бере початок на північно-західних схилах вершини Кічорки (813 м). Тече переважно на південний захід через Лентове і у селі Мшана-Гурна впадає у річку Мшанку, праву притоку Раби.